# Ust-Katav
Ust-Katav - Усть-Катав (rus) - és una ciutat de l'óblast de Txeliàbinsk, a Rússia. Es troba a la vora del riu Iuriuzan, a 340 km a l'oest de Txeliàbinsk.
La ciutat es troba entre les dues grans ciutats d'Ufà i Txeliàbinsk, a la part europea de la frontera entre els continents.

## Història
La vila fou fundada el 1758 en el marc d'extracció de ferro, atès que la confluència dels dos rius oferia condicions òptimes per a aquesta activitat. Al començament a l'assentament s'hi construí un molí, una serradora i després una acereria. L'extracció local de ferro tingué una gran importància internacional durant el segle xix, i fins i tot es presentà a l'Exposició Universal de Londres de 1862. El 1889 fou connectada a la xarxa de ferrocarrils russa.
El 1939 la població arribava ja als 13.000 habitants. Durant la Segona Guerra Mundial, la importància de la vila s'incrementà a causa del trasllat cap a l'est de la producció industrial, i després de la guerra, amb la fabricació de tramvies. El 1980 es construí la presa sobre el riu Iuriuzan.